# Viagra Boys
Viagra Boys és una banda de punk sueca formada a Estocolm el 2015. Actualment, la formació està formada pel cantant principal Sebastian Murphy al costat dels músics Linus Hillborg (guitarra), Elias Jungqvist (teclats), Henrik Höckert (baix), Tor Sjödén (bateria) i Oskar Carls (saxo). Les lletres de la banda són conegudes per utilitzar la sàtira i l'humor fosc per criticar la hipermasclisme i les teories de la conspiració d'extrema dreta.

## Història
Viagra Boys es va formar a Estocolm el 2015 per membres actius en altres bandes com Nine, Les Big Byrd, Pig Eyes, Nitad i Neu-Ronz. El cantant principal Sebastian Murphy és l'únic membre del grup nascut a l'estranger, essent un nord-americà de San Rafael, Califòrnia, que es va traslladar a Estocolm a viure amb la seva tia als 17 anys. La seva mare és de Suècia i va créixer parlant suec. En aquell moment, un addicte a les drogues i l'alcohol, Murphy va treballar com a tatuador i va conèixer els altres membres de la banda mentre interpretava la cançó de Mariah Carey "We Belong Together" en una nit de karaoke.[7] Murphy és el principal compositor de la banda.
El 2018, la banda va llançar el seu àlbum debut, Street Worms, al segell independent suec Year0001. Nils Hansson de Dagens Nyheter va descriure favorablement la banda, lloant el seu estil musical així com el seu ús de l'humor negre i la sàtira, i va puntuar l'àlbum amb un 5/5. El 2019, la banda va guanyar el premi a l'Àlbum de l'Any de l'Associació d'Empreses de Música Independent (IMPALA) per Street Worms. El segon àlbum de la banda, Welfare Jazz, es va publicar el gener de 2021. A l'octubre d'aquest mateix any, el membre fundador i guitarrista Benjamin Vallé va morir als 47 anys. Tot i que va aparèixer a Welfare Jazz, no era un membre actiu de la banda. en el moment de la seva mort. El tercer àlbum d'estudi de Viagra Boys, Cave World, es va publicar el juliol de 2022. La banda va tocar en diversos festivals el 2022, inclosos Coachella i Primavera Sound i va actuar a Glastonbury el 2023. Viagra Boys va guanyar el premi Swedish Grammis al Rock de l'Any el 2023 i va donar suport a Queens of the Stone Age. durant la seva gira nord-americana aquest mateix any.

## Membres

### Membres actuals
Sebastian Murphy - veu principal (2015-present)
Henrik Höckert - baix (2015-present), cors (2021-present)
Tor Sjödén - bateria (2015-present), cors (2021-present)
Oskar Carls - saxo, flauta (2015-present), guitarra (2017-present)
Elias Jungqvist - teclats, percussió (2019-present), cors (2021-present)
Linus Hillborg - guitarra, cors (2021-present)

### Antics membres
Benjamin Vallé - guitarra (2015–2021; mort el 2021)
Martin Ehrencrona – teclats, sintetitzador (2015–2019)
Rasmus Booberg – percussió, guitarra (2015–2017)

### Antics membres de gira
Henrik Palm - guitarra (2022-2023; substitut de Linus Hillborg)

## Discografia

### Àlbums
- Street Worms (2018)
- Welfare Jazz (2021)
- Cave World (2022)
- viagr aboys (2025)

### EPs
- Consistency of Energy (2016)
- Call of the Wild (2017)
- Common Sense (2020)

### Àlbums en directe
- Shrimp Sessions (2019)
- Shrimp Sessions 2 (2021)

### Singles
- "Sports" (2018)
- "Just Like You" (2018)
- "Ain't Nice" (2020)
- "Creatures" (2020)
- "In Spite of Ourselves" (amb Amy Taylor) (2020)
- "Girls & Boys" (2021)
- "Ain't No Thief" (2022)
- "Troglodyte" (2022)
- "Punk Rock Loser" (2022)
- "Big Boy" (amb Jason Williamson) (2022)
- "Man Made of Meat" (2025)